# Iryna Kłymeć
Iryna Wołodymyriwna Kłymeć (ukr. Ірина Володимирівна Климець; ur. 4 października 1994 w Czetwertnii) – ukraińska lekkoatletka specjalizująca się w rzucie młotem.
W 2013 wystartowała na mistrzostwach Europy do lat 19 w Rieti, jednakże udział w nich zakończyła w eliminacjach. Dwa lata później, podczas młodzieżowych mistrzostw Europy Kłymeć zajęła siódme miejsce. Rok później zadebiutowała na igrzyskach olimpijskich w Rio de Janeiro (2016), na których zajęła odległe miejsce i nie awansowała do finału, podobnie jak rok później podczas światowego czempionatu w Londynie, natomiast w 2019 w Dosze uplasowała się na 5. pozycji. Uczestniczka igrzysk olimpijskich w Tokio (2021) oraz mistrzostw świata w Eugene (2022), w których występ zakończyła w eliminacjach.
Złota medalistka mistrzostw Ukrainy oraz wielokrotna reprezentantka kraju w pucharze Europy w rzutach oraz drużynowych mistrzostwach Europy.
Rekord życiowy: 73,56 (28 września 2019, Doha).

## Osiągnięcia
| Rok  | Impreza                                 | Miejsce               | Pozycja              | Wynik |
| ---- | --------------------------------------- | --------------------- | -------------------- | ----- |
| 2013 | Zimowy puchar Europy w rzutach          | Castellón de la Plana | 9. miejsce (grupa B) | 57,43 |
| 2013 | Mistrzostwa Europy juniorów             | Rieti                 | el. – 21. miejsce    | 53,42 |
| 2015 | Młodzieżowe mistrzostwa Europy          | Tallinn               | 7. miejsce           | 64,28 |
| 2016 | Puchar Europy w rzutach                 | Arad                  | 4. miejsce           | 64,66 |
| 2016 | Igrzyska olimpijskie                    | Rio de Janeiro        | el. – 28. miejsce    | 62,75 |
| 2017 | Puchar Europy w rzutach                 | Las Palmas            | 8. miejsce           | 66,48 |
| 2017 | Mistrzostwa świata                      | Londyn                | el. – 29. miejsce    | 64,20 |
| 2018 | Mistrzostwa Europy                      | Berlin                | 11. miejsce          | 68,11 |
| 2019 | Puchar Europy w rzutach                 | Šamorín               | 3. miejsce           | 72,53 |
| 2019 | Uniwersjada                             | Neapol                | 1. miejsce           | 71,25 |
| 2019 | Superliga drużynowych mistrzostw Europy | Bydgoszcz             | 3. miejsce           | 71,67 |
| 2019 | Mistrzostwa świata                      | Doha                  | 5. miejsce           | 73,56 |
| 2019 | Światowe wojskowe igrzyska sportowe     | Wuhan                 | 10. miejsce          | 56,59 |
| 2021 | Igrzyska olimpijskie                    | Tokio                 | el. – 21. miejsce    | 68,29 |
| 2022 | Puchar Europy w rzutach                 | Leiria                | 11. miejsce          | 66,28 |
| 2022 | Mistrzostwa świata                      | Eugene                | el. – 22. miejsce    | 62,88 |
| 2022 | Mistrzostwa Europy                      | Monachium             | 6. miejsce           | 69,18 |
| 2023 | Puchar Europy w rzutach                 | Leiria                | 10. miejsce          | 66,14 |
| 2023 | Mistrzostwa świata                      | Budapeszt             | el. – 31. miejsce    | 66,87 |
| 2024 | Puchar Europy w rzutach                 | Leiria                | 12. miejsce          | 65,35 |
| 2024 | Mistrzostwa Europy                      | Rzym                  | el. – 24. miejsce    | 66,11 |
| 2024 | Igrzyska olimpijskie                    | Paryż                 | el. – 26. miejsce    | 66,95 |
| 2025 | Puchar Europy w rzutach                 | Nikozja               | 14. miejsce          | 67,21 |
| 2025 | I dywizja drużynowych mistrzostw Europy | Madryt                | 12. miejsce          | 62,70 |